# موترن این اشتایرمارک
موترن این اشتایرمارک (به آلمانی: Mautern in Steiermark) یک منطقهٔ مسکونی در اتریش است که در لوبن واقع شده‌است. موترن این اشتایرمارک ۱۰۸٫۵۷ کیلومتر مربع مساحت دارد ۷۱۳ متر بالاتر از سطح دریا واقع شده‌است.

## خواهرخوانده
شهرهای Tipperary و موترن آندر دنو خواهرخوانده‌های موترن این اشتایرمارک هستند.